# Arquidiócesis de Camerino-San Severino Marche
La arquidiócesis de Camerino-San Severino Marche (en latín: Archidioecesis Camerinensis-Sancti Severini in Piceno y en italiano: Arcidiocesi di Camerino-San Severino Marche) es una circunscripción eclesiástica de la Iglesia católica en Italia. Se trata de una arquidiócesis latina, sufragánea de la arquidiócesis de Fermo. Desde el 27 de julio de 2018 su arzobispo es Francesco Massara.

## Territorio y organización

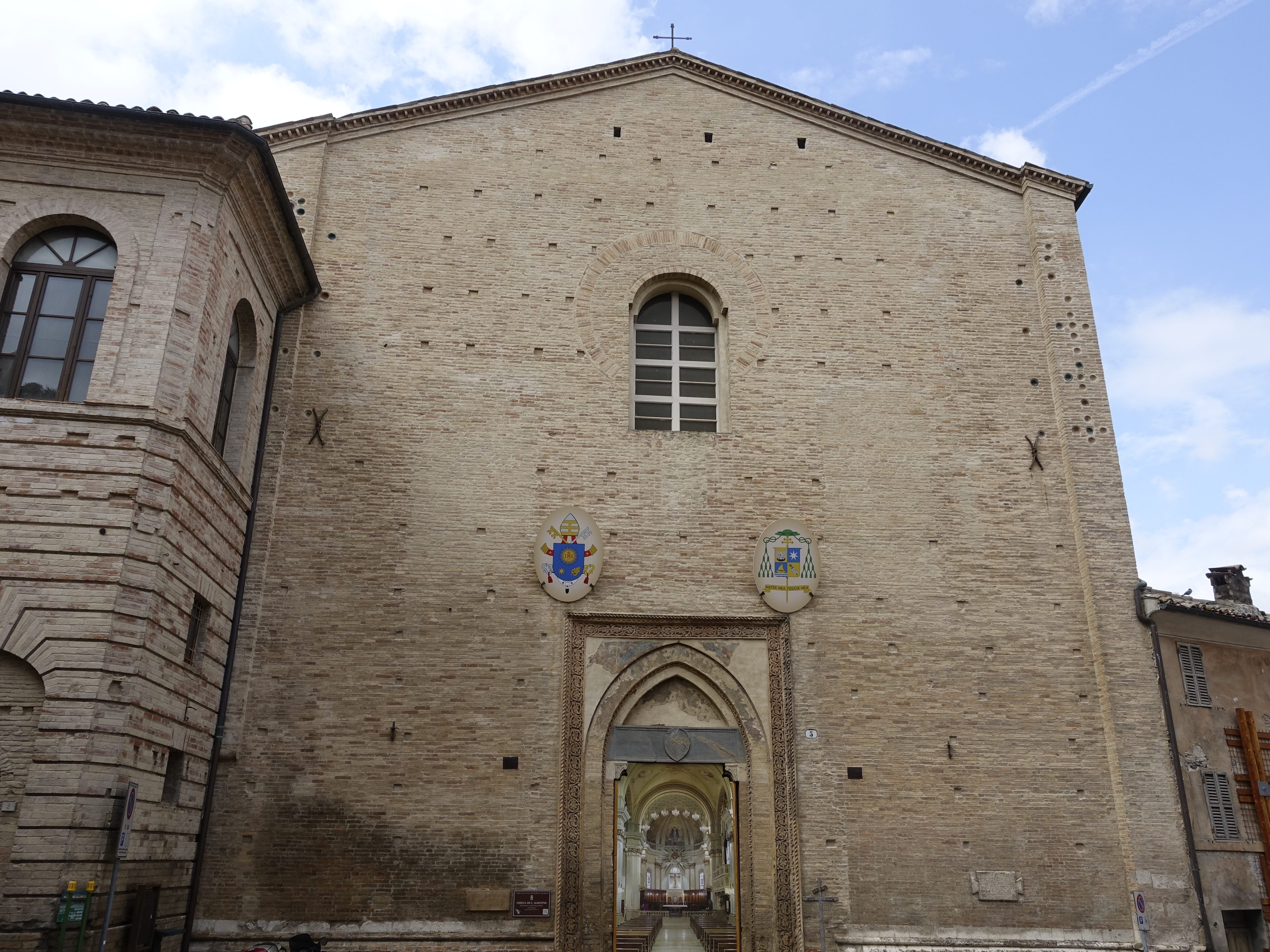
Concatedral de San Agustín, en San Severino Marche

La arquidiócesis tiene 1603 km² y extiende su jurisdicción sobre los fieles católicos de rito latino residentes en parte de la región de Marcas, comprendiendo:
- 3 comunas en la provincia de Ancona: Mergo, la mayor parte del territorio de Serra San Quirico (excepto la fracción de Domo, que pertenece a la diócesis de Fabriano-Matelica) y Avacelli, fracción de la comuna de Arcevia;
- 31 comunas en la provincia de Macerata: Acquacanina, Apiro, Belforte del Chienti, Bolognola, Caldarola, Camerino, Camporotondo di Fiastrone, Castelraimondo, Castelsantangelo sul Nera, Cessapalombo, Esanatoglia, Fiastra, Fiordimonte, Fiuminata, Gagliole, Monte Cavallo, Muccia, Pievebovigliana, Pieve Torina, Pioraco, Poggio San Vicino, Ripe San Ginesio, San Ginesio, San Severino Marche, Sarnano, Sefro, Serrapetrona, Serravalle di Chienti, Ussita, Visso y Santa Maria Maddalena, localidad de la comuna de Gualdo.

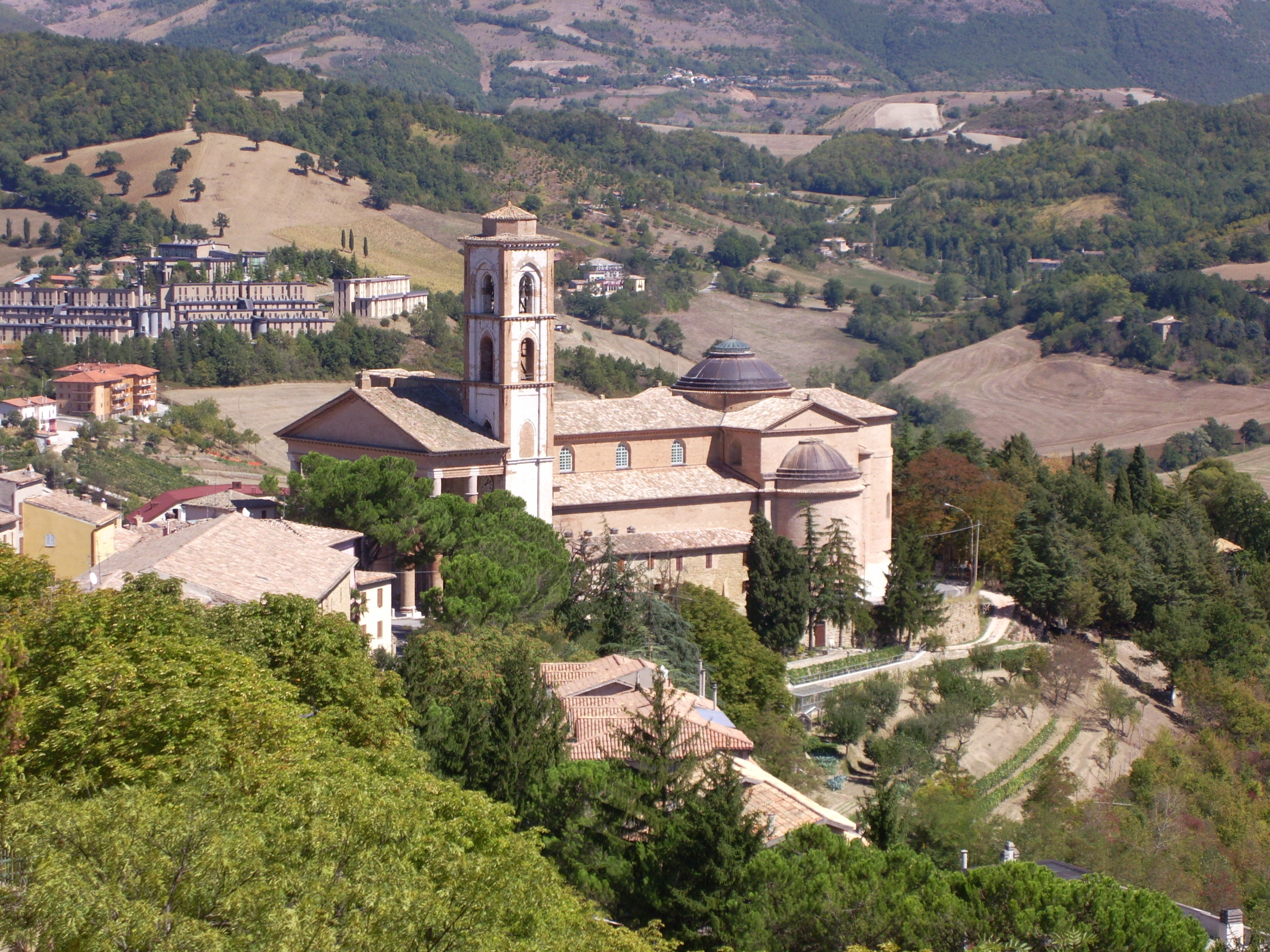
Basílica de San Venancio, en Camerino

La sede de la arquidiócesis se encuentra en la ciudad de Camerino, en donde se halla la Catedral de la Anunciación y la basílica de San Venancio. En San Severino Marche se encuentra la Concatedral de San Agustín y la excatedral de San Severino.

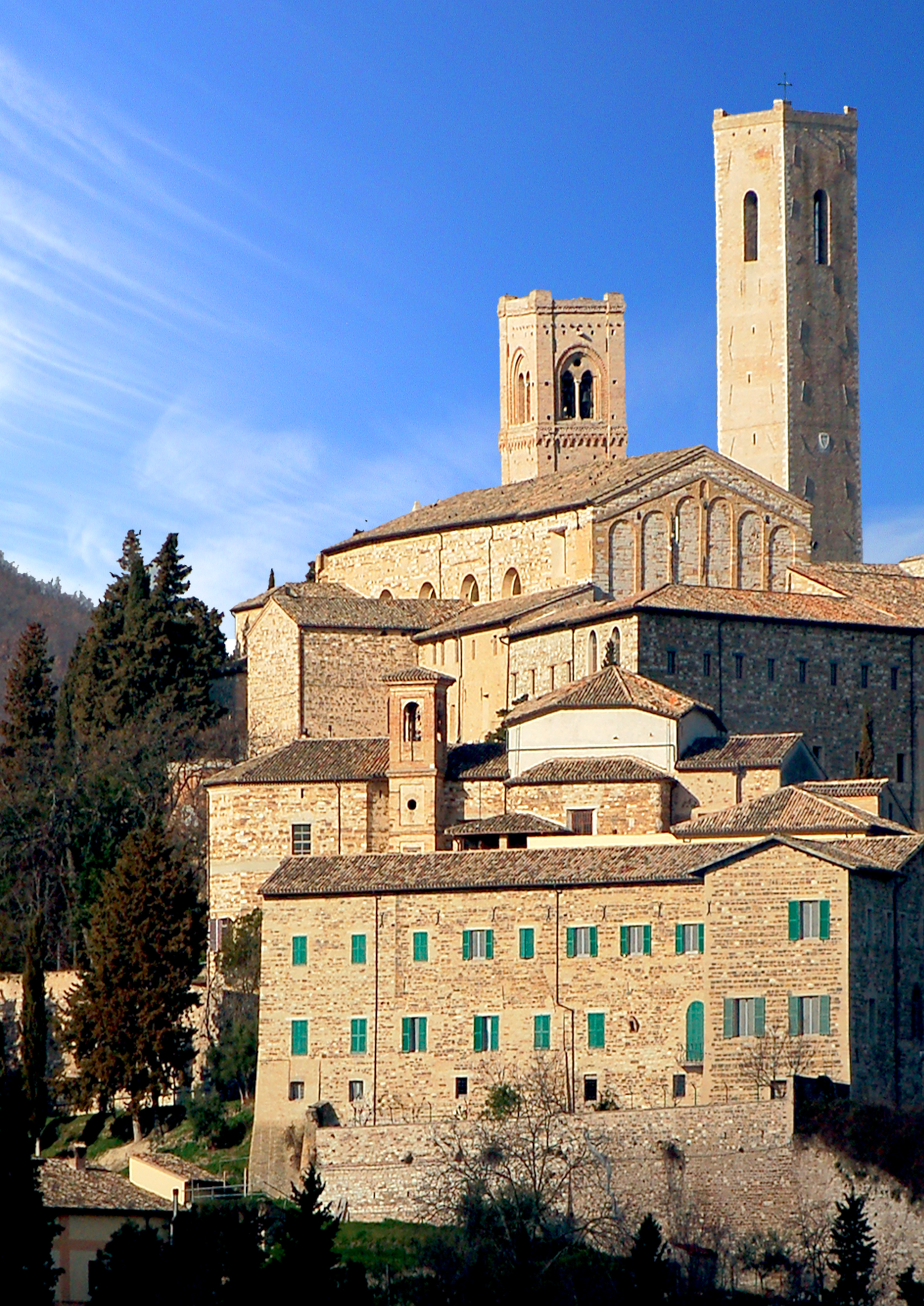
Excatedral de San Severino, en San Severino Marche

En 2023 en la arquidiócesis existían 95 parroquias agrupadas en 6 vicarías: Camerino, Castelraimondo, Pieve Torina, San Ginesio, San Severino Marche y Serra San Quirico.

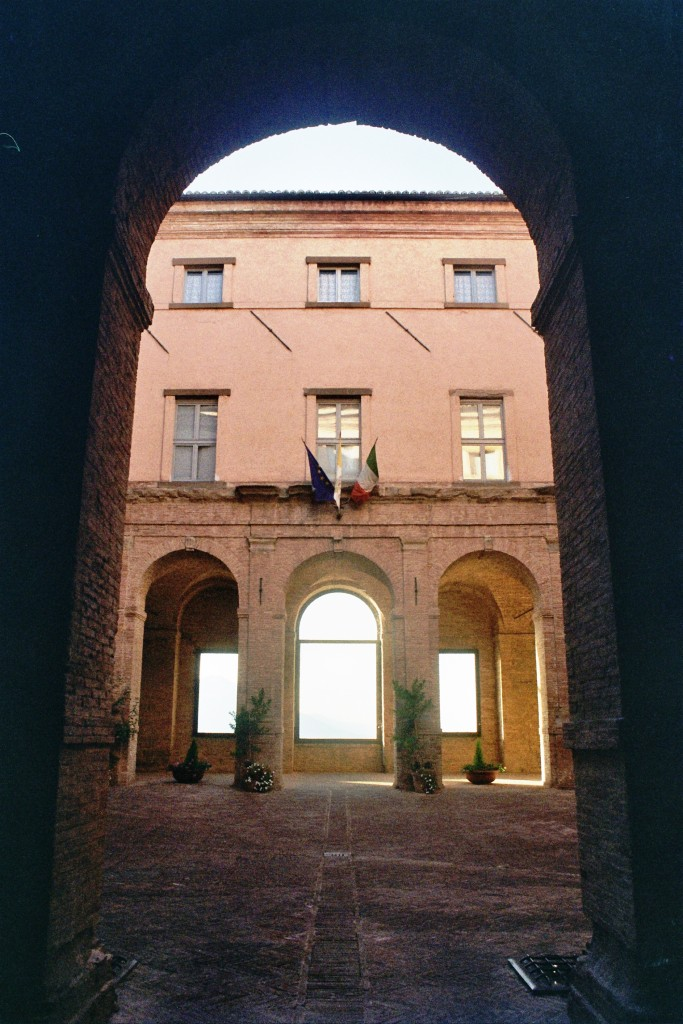
Palacio arzobispal de Camerino

## Historia
La actual arquidiócesis nació en 1986 de la unión de dos sedes anteriores: la diócesis de Camerino, históricamente atestiguada desde el siglo V, y la diócesis de San Severino, erigida el 26 de noviembre de 1586.

### Camerino
Tradicionalmente, la fundación de la diócesis de Camerino se atribuye al siglo III, ligada a la memoria del santo mártir y luego patrono, san Venancio, en cuya passio está escrito el nombre de un obispo camerinense, Leonzio (hacia 250), de dudosa existencia. La diócesis está documentada históricamente sólo con el obispo Geroncio, quien participó en el sínodo romano convocado por el papa Hilario en 465. Para llenar el vacío entre el presunto Leoncio y el tal Geroncio, la tradición local ha incluido en las cronologías una serie de quince nombres de obispos, que tanto Ughelli como Gams han excluido en sus estudios y que Cappelletti cree «essere senza verun fondamento».
Tras la destrucción causada por los godos y lombardos en el siglo VI, los papas confiaron las escasas comunidades cristianas restantes de los antiguos municipios romanos y extintas sedes episcopales a los obispos de Camerino, entre ellos Septempeda, Tolentino, Urbs Salvia, Pollentia, Treia, Plestia y Cingoli. Durante el primer milenio cristiano los obispos de Camerino ejercieron su jurisdicción episcopal sobre un vasto territorio. De esta época se conocen una decena de obispos, gracias a su participación en los sínodos convocados en Roma por los pontífices. Entre ellos se recuerda en particular a san Ansovino, consejero del emperador Luis II el Joven, que participó en el Concilio Romano del 861.
En la Edad Media florecieron numerosas abadías y monasterios benedictinos, entre ellos San Salvador Rivuli sacri, San Michele infra Hostia, Santa Elena prope flumen Aesinum, Santa María in Campo, San Salvador in valle castri, San Flaviano de Rambona.
A partir del siglo XIV se inició el desmembramiento del vasto territorio diocesano. El 18 de noviembre de 1320 Camerino perdió parte de su territorio para la erección de la diócesis de Macerata mediante la bula Sicut ex debito del papa Juan XXII. El 10 de diciembre de 1586 cedió otra porción de su territorio para la erección de la diócesis de Tolentino mediante la bula Super universas del papa Sixto V. El 26 de noviembre de 1586 se cedió parte del territorio de Camerino para la erección de la diócesis de San Severino. Camerino fue compensada ese año con algunas parroquias tomadas de la diócesis de Spoleto a lo largo de la cresta de los Apeninos de Umbría-Marcas. El papa Sixto V en 1588 separó las comunas de Pollenza y Urbisaglia, y las transfirió a la diócesis de Macerata.
En 1597 el obispo Gentile Dolfino estableció el seminario diocesano.
El 15 de noviembre de 1728 Camerino perdió otra porción de su territorio para la erección de la diócesis de Fabriano mediante bula del papa Benedicto XIII, que al mismo tiempo se unió aeque principaliter a la diócesis de Camerino. El 8 de julio de 1785 otra cesión territorial dio lugar al nacimiento de la diócesis de Matelica mediante la bula Saepe factum est del papa Pío VI; en esta ocasión terminó la unión aeque principaliter con Fabriano.
Para compensar a Camerino por estas nuevas pérdidas territoriales, el papa Pío VI la elevó al rango de arquidiócesis con la bula Quemadmodum apostolica del 17 de diciembre de 1787, confirmando su inmediata sujeción a la Santa Sede. Con la misma bula se concedió a los arzobispos de Camerino el privilegio del palio, que mantuvieron hasta 1978, cuando el papa Pablo VI con el motu proprio Inter eximia reservó el palio para los metropolitanos, concediéndolo sin embargo a todos los que ya lo habían recibido, para continuar llevándolo mientras dirigieran las diócesis que les fueran asignadas.
El 8 de febrero de 1817 Camerino cedió otra porción de su territorio para la erección de la diócesis de Treia mediante la bula Pervetustam locorum del papa Pío VII, confiada en administración perpetua a los arzobispos de Camerino hasta 1913.
Entre los primeros arzobispos se recuerda a Nicola Mattei Baldini (1817-1842), que reconsagró la catedral, reconstruida tras el terremoto de 1799, celebró un sínodo diocesano y acogió al papa Gregorio XVI en una visita a Camerino en 1841. La segunda parte del siglo XIX está marcada por el episcopado de Felicissimo Salvini, el más largo de la historia de la diócesis, con 46 años de gobierno de 1847 a 1893.
El 8 de enero de 1950, con la carta apostólica Camertes quorum, el papa Pío XII proclamó a la Santísima Virgen María en Via como patrona principal de la ciudad y de la arquidiócesis.

### San Severino
Septempeda, la antigua San Severino Marche, está atestiguada como diócesis sólo por la Vita sanctorum Severini et Victorini, compuesta entre los siglos VII y IX; en esta biografía se habla del obispo Severino, que también dio su nombre a la actual ciudad, considerado el protoobispo de la diócesis de Septempeda. Según Ughelli, Severino habría vivido alrededor del año 540 y habría sido testigo de la destrucción de Septempeda por los godos o los lombardos; Lanzoni, en cambio, plantea la hipótesis de que Severino de Settempeda podría identificarse con el obispo Severo, presente en el Concilio de Sárdica hacia 343-344. La Vita sería el único testimonio de la existencia en la antigüedad de la diócesis de San Severino, desconocida para todas las fuentes antiguas, y cuyos obispos no participaron en ningún concilio o sínodo de la época.
La diócesis de San Severino fue erigida por el papa Sixto V mediante la bula Superna dispositione del 26 de noviembre de 1586, obteniendo el territorio de la diócesis de Camerino. Originalmente estuvo inmediatamente sujeta a la Santa Sede y tenía como catedral la iglesia de San Severino. En 1589 la diócesis pasó a formar parte de la provincia eclesiástica de la arquidiócesis de Fermo.
En 1566 el obispo camerinense Berardo Bongiovanni ya había fundado un seminario en San Severino, incluso antes del nacimiento de la diócesis.
En 1827 la catedral diocesana fue trasladada a la iglesia de San Agustín, que fue consagrada solemnemente por el obispo Giacomo Rangiaschi el 29 de junio.
Entre los obispos recientes de San Severino se recuerdan: «Angelo Antonio Anselmi (1792-1816), exiliado en Como de 1808 a 1813 por negarse a prestar juramento al gobierno napoleónico; Giacomo Ranghiasci (1816-1838), restaurador de la diócesis devastada por la tormenta napoleónica; Francesco Mazzuoli (1847-1889), que con tanta sabiduría y valentía dirigió la Iglesia en el período del Resurgimiento; Giosuè Bicchi (1893-1913); Vincenzo Migliorelli (1927-1930), que no contó con la aprobación del gobierno fascista.»
El 4 de noviembre de 1913 los obispos de San Severino obtuvieron ad nutum Sanctae Sedis la administración de la diócesis de Treia, ya administrada por los arzobispos de Camerino; el 20 de febrero de 1920, mediante la bula Boni Pastoris del papa Benedicto XV, la administración apostólica pasó a ser perpetua y duró hasta 1966.
En el momento de la unión con Camerino, la diócesis de San Severino incluía 21 parroquias en las comunas de San Severino Marche (19) y Poggio San Vicino (1) y en la fracción de Frontale de la comuna de Apiro.

### Camerino-San Severino Marche
En 1966, tras la dimisión de Ferdinando Longinotti, la diócesis de San Severino Marche quedó vacante y fue confiada en la administración al arzobispo de Camerino Bruno Frattegiani que, el 21 de junio de 1979, fue nombrado también obispo de San Severino Marche, reuniendo así in persona episcopi las dos sedes.
Tras la reorganización territorial de las diócesis de Marcas realizada el 19 de marzo de 1984 mediante el decreto Conferentia Episcopalis Picena de la Congregación para los Obispos, Camerino cedió cinco parroquias a la diócesis de Cingoli, situadas en el territorio comunal de Cingoli, y seis parroquias de la diócesis de Fabriano, ubicadas en el territorio de las comunas de Genga y Sassoferrato; al mismo tiempo, Camerino adquirió de la diócesis de Nocera Umbra y Gualdo Tadino las parroquias de la región de Marcas que pertenecían a las diócesis de Umbría, es decir, siete parroquias en las comunas de Sefro, Serravalle di Chienti y Fiuminata; y 23 parroquias en las comunas de Visso, Castelsantangelo sul Nera y Ussita de la diócesis de Nursia.
El 30 de septiembre de 1986, mediante el decreto Instantibus votis de la Congregación para los Obispos, se estableció la plena unione de las dos diócesis y el nuevo distrito eclesiástico, hecho simultáneamente sufragáneo de la arquidiócesis de Fermo, tomó su nombre actual.
Desde el 27 de junio de 2020 está unida in persona episcopi a la diócesis de Fabriano-Matelica.

## Estadísticas
Según el Anuario Pontificio 2024 la arquidiócesis tenía a fines de 2023 un total de 54 000 fieles bautizados.
| Año                                                                             | Población            | Población | Población      | Sacerdotes | Sacerdotes    | Sacerdotes    | Bautizados por sacerdote | Diáconos permanentes | Religiosos | Religiosos | Parroquias |
| Año                                                                             | Bautizados católicos | Total     | % de católicos | Total      | Clero secular | Clero regular | Bautizados por sacerdote | Diáconos permanentes | Varones    | Mujeres    | Parroquias |
| ------------------------------------------------------------------------------- | -------------------- | --------- | -------------- | ---------- | ------------- | ------------- | ------------------------ | -------------------- | ---------- | ---------- | ---------- |
| Arquidiócesis de Camerino                                                       |                      |           |                |            |               |               |                          |                      |            |            |            |
| 1950                                                                            | 77 600               | 78 000    | 99.5           | 196        | 169           | 27            | 395                      |                      | 32         | 261        | 174        |
| 1959                                                                            | 76 430               | 76 500    | 99.9           | 188        | 159           | 29            | 406                      |                      | 35         | 267        | 147        |
| 1970                                                                            | 51 471               | 51 471    | 100.0          | 135        | 135           |               | 381                      |                      |            |            | 170        |
| 1980                                                                            | 51 900               | 52 200    | 99.4           | 138        | 116           | 22            | 376                      | 1                    | 26         | 146        | 173        |
| Diócesis de San Severino y Treia                                                |                      |           |                |            |               |               |                          |                      |            |            |            |
| 1950                                                                            | 20 000               | 20 000    | 100.0          | 76         | 45            | 31            | 263                      |                      | 29         | 93         | 29         |
| 1969                                                                            | 14 650               | 24 068    | 60.9           | 91         | 59            | 32            | 160                      |                      | 29         | 155        | 36         |
| Diócesis de San Severino                                                        |                      |           |                |            |               |               |                          |                      |            |            |            |
| 1980                                                                            | 22 748               | 22 807    | 99.7           | 68         | 46            | 22            | 334                      |                      | 26         | 114        | 39         |
| Arquidiócesis de Camerino-San Severino                                          |                      |           |                |            |               |               |                          |                      |            |            |            |
| 1990                                                                            | 60 000               | 60 200    | 99.7           | 175        | 135           | 40            | 342                      |                      | 51         | 200        | 95         |
| 1999                                                                            | 54 456               | 57 250    | 95.1           | 156        | 126           | 30            | 349                      | 1                    | 33         | 150        | 95         |
| 2000                                                                            | 54 484               | 57 280    | 95.1           | 154        | 124           | 30            | 353                      | 1                    | 33         | 150        | 95         |
| 2001                                                                            | 54 484               | 57 250    | 95.2           | 144        | 119           | 25            | 378                      | 1                    | 28         | 150        | 95         |
| 2002                                                                            | 57 000               | 57 250    | 99.6           | 121        | 98            | 23            | 471                      | 1                    | 26         | 150        | 95         |
| 2003                                                                            | 57 000               | 57 500    | 99.1           | 127        | 100           | 27            | 448                      | 1                    | 30         | 128        | 95         |
| 2004                                                                            | 57 200               | 57 260    | 99.9           | 128        | 108           | 20            | 446                      |                      | 23         | 120        | 95         |
| 2006                                                                            | 57 250               | 59 738    | 95.8           | 126        | 92            | 34            | 454                      | 1                    | 48         | 180        | 95         |
| 2013                                                                            | 56 000               | 59 000    | 94.9           | 91         | 66            | 25            | 615                      | 2                    | 38         | 146        | 95         |
| 2016                                                                            | 55 000               | 58 500    | 94.0           | 94         | 69            | 25            | 585                      | 3                    | 34         | 143        | 95         |
| 2019                                                                            | 54 420               | 57 415    | 94.8           | 79         | 55            | 24            | 688                      | 3                    | 27         | 121        | 95         |
| 2021                                                                            | 54 190               | 57 185    | 94.8           | 70         | 47            | 23            | 774                      | 5                    | 28         | 72         | 95         |
| 2023                                                                            | 54 000               | 57 000    | 94.7           | 58         | 43            | 15            | 931                      | 6                    | 21         | 76         | 95         |
| Fuente: Catholic-Hierarchy, que a su vez toma los datos del Anuario Pontificio. |                      |           |                |            |               |               |                          |                      |            |            |            |

## Episcopologio

### Obispos de Camerino
- San Leonzio † (circa 250)[nota 2]
- Geronzio † (mencionado en 465)[18]
- Costanzo? † (mencionado en 492/496)[19]
- Bonifacio † (mencionado en 501)[nota 3]
- Severo † (mencionado en 559/561)[20]
- Glorioso † (mencionado en 649)
- Felice † (mencionado en 680)
- Solone † (mencionado en 754)
- Fratello † (mencionado en junio de 844)
- San Ansovino † (845?-13 de marzo después de 861 falleció)[nota 4]
- Celso † (mencionado en 887)
- Eudone † (mencionado en 945)[21]
- Pietro † (antes de 963-después de 968)[21]
- Romualdo † (antes de 993-después de 996)[21]
- Azo † (mencionado en 1024)[21]
- Attone I † (mencionado en 1050)[21][nota 5]
- Ugo I † (antes de 1059-después de 1096)[21]
- Lorenzo † (antes de 1103-después de 1119)[21]
- Terramondo † (mencionado en 1122)[21]
- Ugo II † (mencionado en 1135)
- Teodino † (antes de 1146-después de 1166)
- Accettabile † (antes de 1171-después de 1186)
- Attone II † (antes de 1192-después de julio de 1223)
- Rainaldo † (antes de diciembre de 1223-después de octubre de 1227)
- Filippo † (antes del 10 de diciembre[nota 6] de 1230-después del 10 de marzo de 1246 falleció)
- Giovanni de Crudeto † (circa 1246-?)[nota 7]
- Guglielmo † (1250-1259 nombrado obispo de Nepi)
- Guido † (después de abril de 1259-después de 1273)
- Rambotto Vicomanni † (antes del 24 de febrero de 1279[nota 8]-después de junio[22] de 1307)
- Andrea † (antes del 28 de marzo de 1308[nota 9]-antes de mayo de 1310 falleció)
- Bernardo Varano † (2/22 de mayo[nota 10] de 1310-después del 15 de marzo de 1327 falleció)
  - Folco de Popia † (20 de febrero de 1328-1328 renunció) (administrador apostólico)
- Francesco Monaldo † (20 de junio de 1328-después de julio de 1353 falleció)
- Gioioso Clavelli † (10 de febrero de 1356-31 de enero de 1360 nombrado obispo de Penne)
- Marco Andrighelli, O.F.M. † (31 de enero de 1360-1373 falleció)
- Gioioso Clavelli † (9 de enero de 1374-? falleció) (por segunda vez)
- Benedetto di Fabriano † (mayo de 1378-circa 1389 falleció)
- Nuccio Salimbeni † (29 de octubre de 1390-circa 1406 falleció)
- Giovanni † (1407-1431? falleció)
- Pandolfo d'Alviano † (30 de mayo de 1431-1437 falleció)
  - Alberto Alberti † (4 de marzo de 1437-11 de agosto de 1445 falleció) (administrador apostólico)
- Battista Enrici † (27 de agosto de 1445-1448 o 1449 falleció)
- Malatesta Cattani da Sansepolcro † (26 de marzo de 1449-antes del 4 de marzo de 1461[nota 11] falleció)
  - Alessandro Oliva, O.E.S.A. † (16 de noviembre de 1461-20 de agosto de 1463 falleció) (administrador apostólico)
- Agapito Rustici-Cenci † (22 de agosto de 1463-8 de octubre de 1464 renunció)
- Andrea Perciballi da Veroli † (8 de octubre de 1464-después de mayo de 1478 falleció)
  - Rafael Sansoni Riario † (27 de julio de 1478-17 de septiembre de 1479 renunció) (administrador apostólico)
- Silvestro da Labro † (17 de septiembre de 1479-1482 falleció)
- Fabrizio Varano † (13 de junio de 1482-7 de marzo de 1508 falleció)
- Francesco Della Rovere † (1508-11 de junio de 1509 nombrado obispo de Vicenza)
- Anton Giacomo Bongiovanni † (27 de junio de 1509-1535 renunció)
  - Giovanni Domenico de Cupis † (5 de julio de 1535-5 de marzo de 1537 renunció) (administrador apostólico)
- Berardo Bongiovanni † (5 de marzo de 1537-12 de septiembre de 1574 falleció)
- Alfonso Maria Binarini † (17 de septiembre de 1574-26 de abril de 1580 falleció)
- Gerolamo Vitale de Buoi † (4 de mayo de 1580-26 de enero de 1596 falleció)
- Gentile Delfino † (18 de diciembre de 1596-4 de marzo de 1601 falleció)
- Innocenzo Del Bufalo-Cancellieri † (14 de mayo de 1601-circa 1606 renunció)
- Giovanni Severini † (20 de febrero de 1606-14 de marzo de 1622 nombrado arzobispo de Manfredonia)
- Cesare Gherardi † (2 de mayo de 1622-30 de septiembre de 1623 falleció)
- Giovanni Battista Altieri † (26 de febrero de 1624-1627 renunció)
- Emilio Bonaventura Altieri † (29 de noviembre de 1627-7 de junio de 1666 renunció, luego electo papa con el nombre de Clemente X)
- Giacomo Franzoni † (7 de junio de 1666-28 de septiembre de 1693 renunció)
- Francesco Giusti † (23 de noviembre de 1693-6 de abril de 1702 falleció)
- Bernardino Bellucci † (25 de septiembre de 1702-15 de febrero de 1719 falleció)
- Cosimo Torelli † (15 de mayo de 1719-15 de noviembre de 1728 nombrado obispo de Camerino y Fabriano)

### Obispos de Camerino y Fabriano
- Cosimo Torelli † (15 de noviembre de 1728-27 de agosto de 1736 falleció)
- Ippolito Rossi † (27 de septiembre de 1736-17 de enero de 1746 nombrado obispo de Senigallia)
- Francesco Vivani † (17 de abril de 1746-30 de diciembre de 1767 falleció)
- Luigi Amici † (20 de junio de 1768-8 de julio de 1785 nombrado obispo de Camerino)

### Obispos y arzobispos de Camerino
- Luigi Amici † (8 de julio de 1785-5 de julio de 1795 falleció)
- Angelico Benincasa, O.F.M.Cap. † (27 de junio de 1796-17 de mayo de 1815 falleció)
- Nicola Mattei Baldini † (14 de abril de 1817-27 de enero de 1842 nombrado arzobispo a título personal de Montefiascone y Corneto)
- Gaetano Baluffi † (27 de enero de 1842-21 de abril de 1845 renunció[nota 12])
- Stanislao Vincenzo Tomba, B. † (21 de abril de 1845-5 de febrero de 1847 falleció)
- Felicissimo Salvini † (12 de abril de 1847-23 de enero de 1893 falleció)
- Celestino del Frate † (21 de mayo de 1894-26 de abril de 1908 falleció)
- Pietro Paolo Camillo Moreschini, C.P. † (29 de abril de 1909-25 de octubre de 1918 falleció)
- Ettore Fronzi † (14 de diciembre de 1918-1 de octubre de 1938 renunció[nota 13])
- Umberto Malchiodi † (14 de noviembre de 1938-18 de febrero de 1946 nombrado obispo coadjutor de Plasencia [nota 14])
- Giuseppe D'Avack † (18 de febrero de 1946-13 de febrero de 1964 renunció[nota 15])
- Bruno Frattegiani † (14 de febrero de 1964-30 de septiembre de 1986 nombrado arzobispo de Camerino-San Severino Marche)

### Obispos de San Severino Marche
- San Severino † (circa 540)
- Orazio Marzani † (13 de enero de 1587-3 de junio de 1607 falleció)
- Ascanio Sperelli † (3 de junio de 1607 por sucesión-22 de julio de 1631 falleció)
- Francesco Sperelli † (22 de julio de 1631 por sucesión-febrero de 1646 falleció)
- Angelo Maldachini, O.P. † (19 de noviembre de 1646-22 de junio de 1677 falleció)
- Scipione Negrelli † (13 de septiembre de 1677-11 de mayo de 1702 falleció)
- Alessandro Avio † (2 de octubre de 1702-15 de septiembre de 1703 falleció)
- Alessandro Calvi-Organi † (2 de marzo de 1705-25 de julio de 1721 falleció)
- Giovan Francesco Leoni † (24 de septiembre de 1721-16 de enero de 1725 falleció)
- Giulio Cesare Compagnoni † (21 de febrero de 1725-12 de abril de 1732 falleció)
- Dionigi Pieragostini † (7 de mayo de 1732-8 de diciembre de 1745 falleció)
- Giuseppe Vignoli † (14 de junio de 1746-19 de diciembre de 1757 nombrado obispo de Carpentras)
- Francesco Maria Forlani † (19 de diciembre de 1757-5 de junio de 1765 nombrado obispo de Civita Castellana y Orte)
- Domenico Giovanni Prosperi † (27 de enero de 1766-1 de diciembre de 1791 falleció)
- Angelo Antonio Anselmi † (26 de marzo de 1792-enero de 1816 falleció)
- Giacomo Ranghiasci † (22 de julio de 1816-13 de mayo de 1838 falleció)
- Filippo Saverio Grimaldi † (13 de septiembre de 1838-1 de diciembre de 1846 renunció)
- Francesco Mazzuoli † (4 de octubre de 1847-11 de febrero de 1889 renunció[nota 16])
- Aurelio Zonghi † (11 de febrero de 1889-12 de junio de 1893 nombrado obispo de Iesi)
- Giosuè Bicchi † (12 de junio de 1893-18 de enero de 1913 falleció)
- Adamo Borghini † (4 de junio de 1913-27 de diciembre de 1926 falleció)
- Vincenzo Migliorelli † (10 de agosto de 1927-27 de febrero de 1930 renunció[nota 17])
  - Sede vacante (1930-1932)
- Pietro Tagliapietra † (22 de febrero de 1932-12 de septiembre de 1934 nombrado arzobispo de Spoleto)
- Ferdinando Longinotti † (22 de octubre de 1934-5 de octubre de 1966 renunció[nota 18])
  - Sede vacante (1966-1979)
- Bruno Frattegiani † (21 de junio de 1979-30 de septiembre de 1986 nombrado arzobispo de Camerino-San Severino Marche)[nota 19]

### Arzobispos de Camerino-San Severino Marche
- Bruno Frattegiani † (30 de septiembre de 1986-20 de abril de 1989 retirado)
- Francesco Gioia, O.F.M.Cap. (2 de febrero de 1990-9 de enero de 1993 nombrado delegado del Pontificio Consejo para el Diálogo Interreligioso)
- Piergiorgio Silvano Nesti, C.P. † (23 de julio de 1993-27 de noviembre de 1996 nombrado secretario de la Congregación para los Institutos de Vida Consagrada y las Sociedades de Vida Apostólica)
- Angelo Fagiani † (14 de abril de 1997-3 de septiembre de 2007 renunció)[nota 20]
- Francesco Giovanni Brugnaro (3 de septiembre de 2007-27 de julio de 2018 retirado)
- Francesco Massara, desde el 27 de julio de 2018

### Para Camerino
- (en latín) Ferdinando Ughelli, Italia sacra, vol. I, segunda edición, Venecia, 1717, col. 546-570
- (en italiano) Giuseppe Cappelletti, Le chiese d'Italia della loro origine sino ai nostri giorni, vol. IV, Venecia, 1846, pp. 231-315
- (en italiano) Francesco Lanzoni, Le diocesi d'Italia dalle origini al principio del secolo VII (an. 604), vol. I, Faenza, 1927, pp. 487-489
- (en alemán) Gerhard Schwartz, Die besetzung der bistümer Reichsitaliens unter den sächsischen und salischen kaisern: mit den listen der bischöfe, 951-1122, Leipzig-Berlín, 1913, pp. 229-230
- (en latín) Pius Bonifacius Gams, Series episcoporum Ecclesiae Catholicae, Graz, 1957, pp. 679-680
- (en latín) Konrad Eubel, Hierarchia Catholica Medii Aevi, vol. 1, p. 161; vol. 2, pp. XVIII, 116; vol. 3, p. 149; vol. 4, p. 131; vol. 5, p. 139; vol. 6, p. 143

### Para San Severino Marche
- (en latín) Ferdinando Ughelli, Italia sacra, vol. II, segunda edición, Venecia, 1717, col. 764-770
- (en italiano) Giuseppe Cappelletti, Le Chiese d'Italia dalla loro origine sino ai nostri giorni, Venecia, 1845, vol. III, pp. 729-750
- (en italiano) Francesco Lanzoni, Le diocesi d'Italia dalle origini al principio del secolo VII (an. 604), vol. I, Faenza, 1927, pp. 392-393
- (en latín) Pius Bonifacius Gams, Series episcoporum Ecclesiae Catholicae, Graz, 1957, pp. 723-724
- (en latín) Konrad Eubel, Hierarchia Catholica Medii Aevi, vol. 3, p. 298; vol. 4, p. 314; vol. 5, pp. 355-356; vol. 6, p. 378